# Gay Activists Alliance
La Alianza de Activistas Gays («Gay Activists Alliance») fue fundada en Nueva York el 21 de diciembre de 1969, tras los disturbios de Stonewall, por miembros disidentes del Gay Liberation Front (GLF; «Frente de liberación gay», en español), entre los que se encontraban Sylvia Rivera, Marsha P. Johnson, Jim Coles, Brenda Howard, Christopher Charles y Altan Zimbabwe, quienes querían formar una organización militante no violenta y políticamente neutral centrada en un único interés, y cuyo objetivo fuese asegurar los derechos humanos básicos, la dignidad y la libertad para todos los gais. Su primer presidente fue Jim Owles. 
La «Gay Activists Alliance» estuvo especialmente activa entre 1970 y 1974. Publicaron el periódico Gay Activist hasta 1980. Sus primeras reuniones tuvieron lugar en la «Church of the Holy Apostles» (9th Ave. & 28th St.). Su siguiente cuartel general en Nueva York (la Firehouse en el 99 de Wooster Street, en el Soho) fue ocupado en mayo de 1971 e incendiado por pirómanos el 15 de octubre de 1974. La GAA se disolvió finalmente en octubre de 1981.
Los miembros de la GAA realizaron acciones zap (concebidas por primera vez por Marty Robinson), confrontaciones pacíficas en público con la policía para llamar la atención de los medios de comunicación. 
Entre sus acciones más conocidas estuvieron la protesta contra un episodio anti gay de la popular serie de televisión Marcus Welby, MD, un zap en el «Metropolitan Museum» y después en el «Radio City Music Hall», un zap contra el gobernador Nelson Rockefeller (el "Rockefeller 5"), un zap en el «Marriage License Bureau» reclamando el derecho al matrimonio para los gais, un zap contra Fidelifacts, que proporcionaba información anti gay a sus empleados, un zap en la «NYC Taxi Commission» (que requería a los taxistas gais un certificado de aptitud por parte de un psiquiatra para poder obtener el empleo), y un zap en el NY Daily News, que publicó un editorial calumnioso atacando a los queers (gais), lezzies (lesbianas), pansies (homosexuales), etc.
El símbolo de la «Gay Activists Alliance» era la letra minúscula griega lambda (λ) tomada de la física, donde representa un completo intercambio de energía. Otras interpretaciones del simbolismo de la lambda son «equilibrio» o «unidad». Una bandera de batalla con la letra era llevada por los fieros combatientes griegos conocidos como el Batallón Sagrado de Tebas, que iban a la guerra con sus jóvenes amantes masculinos.